# Governo punk
Governo punk è un singolo del gruppo musicale italiano Bnkr44, pubblicato il 7 febbraio 2024 come primo estratto dal quarto album in studio Tocca il cielo.
Il brano è stato presentato in gara durante la 74ª edizione del Festival di Sanremo, dove si è classificato al ventottesimo posto al termine della manifestazione.

## Video musicale
Il video musicale, diretto da Amedeo Zancanella, è stato pubblicato in concomitanza all'uscita del brano attraverso il canale YouTube del gruppo.

## Tracce
Testi di Duccio Caponi, Jacopo Angelo Ettorre, Andrea Locci, Pietro Serafini, Marco Vittiglio, musiche di Dario Lombardi e Jacopo Adamo.
1. Governo punk – 3:25

## Classifiche
| Classifica (2024) | Posizione massima |
| ----------------- | ----------------- |
| Italia            | 20                |